# Clarince Djaldi-Tabdi
Clarince Djaldi-Tabdi est une joueuse de basket-ball tchadienne et française, née le 6 décembre 1995 à Bordeaux (Gironde).

## Biographie
Née en France de parents Tchadiens, elle est la sœur de Maëva Djaldi-Tabdi. Elle acquiert la nationalité française le 15 octobre 2002, par l'effet collectif attaché à la naturalisation de son père.
Elle remporte la médaille d'or avec l'équipe de France U20, face à l'Espagne lors du championnat d'Europe en juillet 2014.
En 2014-2015, elle est élue meilleure joueuse espoir de la LFB (Ligue féminine de basket) avec Arras (7,4 points, 3,6 rebonds en 21 minutes). Championne du monde 3×3 mixte U18 en 2012 et championne d'Europe U20 en 2014 avec l'Équipe de France, elle a vu son temps de jeu grandir au fil des matches de sa seconde saison arrageoise. Lors du challenge round de cette saison, elle réussit une belle performance pour aider Arras à s’imposer face à Tarbes : 16 points, 14 rebonds et 5 contres en 40 minutes de jeu pour 36 d’évaluation.
En 2018-2019, elle signe pour Nantes Rezé et prolonge une saison de plus.
Elle fait partie de l'équipe nationale féminine 3×3 médaillée d'or aux Jeux européens de 2019 à Minsk.
Après s'être imposée à Nantes-Rezé (11,4 points et 5,2 rebonds pour 12,6 d'évaluation en 2019-2020), elle signe pour Villeneuve-d'Ascq.
Recrutée en mai 2022 par Basket Landes, elle remporte la Coupe de France lors de l'édition 2023 puis est finaliste lors de l'édition suivante. Lors de cette saison, elle est également finaliste du Championnat de France 2023-2024 face à ESB Villeneuve-d’Ascq.
Capitaine de son équipe de Basket Landes, elle remporte le Championnat de France 2024-2025.

## Clubs
- 2006-2007 : Beaujolais Basket
- 2007-2008 : Checy
- 2008-2010 : Olivet (NF3)
- 2010-2013 : Centre fédéral
- 2013-2016 : Arras Pays d'Artois Basket Féminin
- 2016-2018 : Union féminine Angers Basket 49
- 2018-2020 : Nantes Rezé Basket
- 2020- : Entente sportive Basket de Villeneuve-d'Ascq - Lille Métropole

## Palmarès
- Vainqueur des Jeux européens de 2019
- Médaille d'argent au Championnat d'Europe des moins de 20 ans 2015[16]
- Médaille d'or au Championnat d'Europe 2014 des 20 ans et moins[4]
- Médaillée d’argent au Mondial U19 en 2013[1]
- Médaille d'or au Championnat d'Europe 2012 des 18 ans et moins
- Médaillée d'argent à l'Euro U18 en 2013
- Médaillée de bronze à l’Euro Cadettes en 2010
- Vainqueur de la Coupe de France : 2023[11]
- Finaliste de la Coupe de France : 2024[12]
- Finaliste du Championnat de France 2023-2024[13]
- Vainqueur du Championnat de France 2024-2025[15]

## Récompenses Individuelles
- First Pick All Star LFB : saison 2024-2025